# Болгарське князівство
Болгарське князівство (болг. Княжество България) — історіографічна назва для болгарської держави від отримання автономії в межах Османської імперії в 1878 році до проголошення незалежності в 1908 році. Було конституційною монархією (Тирновська конституція 1879 з необхідними поправками). Глава держави — князь. Керівна династія — у 1878—1885 Баттенберги, потім Саксен-Кобург-Готська династія. Передбачалося колективне регентство у разі недієздатності князя (царя).

## Історія
Біля джерел Третьої болгарської держави стояла російська окупаційна адміністрація, що управляла Болгарією після Російсько-турецької війни 1877—1878 років, яка звільнила країну. Остаточно кордони нової держави були визначені Берлінським конгресом, що сильно урізав звільнену Болгарію на користь Османської імперії. У 1879 році була прийнята Великим народним зібранням Тирновська конституція. Після зміщення князя Александра Баттенберга в 1885 році і міжцарів'я на престол ступив пронімецький правитель Фердинанд I. У цьому ж році Болгарія фактично анексувала Східну Румелію.
Під час чергового послаблення Османської імперії, що втратила на користь Австро-Угорщини Боснію і Герцеговину, болгарський князь Фердинанд I Кобургський проголосив 22 вересня 1908 року себе царем. Прийняття титулу царя означало повну юридичну незалежність від Османської імперії, повний суверенітет над Східною Румелією і претензії на гегемонію на Балканах. При Фердинанді були внесені поправки до конституції, що розширили повноваження царя і обмежили прийняті в 1879 році демократичні норми.